# Strängnäs landsfiskalsdistrikt
Strängnäs landsfiskalsdistrikt var 1941–1964 ett landsfiskalsdistrikt i Södermanlands län, bildat när Sveriges nya indelning i landsfiskalsdistrikt trädde i kraft den 1 oktober 1941, enligt kungörelsen den 28 juni 1941. Detta distrikt bildades genom sammanslagning av hela Selebo landsfiskalsdistrikt och del av Åkers landsfiskalsdistrikt som hade bildats den 1 januari 1918 när Sveriges första indelning i landsfiskalsdistrikt trädde i kraft. Den 1 januari 1965 avskaffades i Sverige samtliga landsfiskaler och landsfiskalsdistrikt, och deras arbetsuppgifter delades upp på de nyskapade indelningarna polisdistrikt, åklagardistrikt och kronofogdedistrikt.
Landsfiskalsdistriktet låg under länsstyrelsen i Södermanlands län.

## Ingående områden
Kommunerna Kärnbo, Taxinge, Toresund, Ytterenhörna, Ytterselö, Överenhörna och Överselö hade tidigare tillhört det upplösta Selebo landsfiskalsdistrikt och kommunerna Aspö, Länna, Strängnäs landskommun och Åker hade tidigare tillhört det upplösta Åkers landsfiskalsdistrikt. Strängnäs stad tillfördes i polis- och åklagarhänseende, efter att stadsfiskalstjänsten i staden upphört, men inte i utsökningshänseende. Regeringen anförde dessutom i kungörelsen att den ville i framtiden besluta om Mariefreds stads förenande med landsfiskalsdistriktet. Den 1 januari 1944 (enligt beslut den 31 december 1943) förenades staden i polis- och åklagarhänseende men inte i utsökningshänseende, vilket staden fortsatte att sköta själv. 1 januari 1947 förenades Strängnäs med distriktet även i utsökningshänseende, och tillhörde då i alla avseenden landsfiskalsdistriktet, och detsamma skedde med Mariefred 1 januari 1948. 1 januari 1950 upphörde Strängnäs landskommun och dess område delades mellan Strängnäs stad och Aspö landskommun. När Sveriges nya indelning i landsfiskalsdistrikt trädde i kraft den 1 januari 1952 (enligt kungörelsen 1 juni 1951) ändrades distriktets omfattning.

### Från 1 oktober 1941
- Strängnäs stad (förutom i utsökningshänseende, som staden skötte själv till och med 1946)[2]

Selebo härad:
- Aspö landskommun
- Kärnbo landskommun
- Taxinge landskommun
- Toresunds landskommun
- Ytterenhörna landskommun
- Ytterselö landskommun
- Överenhörna landskommun
- Överselö landskommun

Åkers härad:
- Länna landskommun
- Strängnäs landskommun
- Åkers landskommun

#### Tillkomna senare
- Mariefreds stad (förutom i utsökningshänseende, som staden skötte själv till och med 1947): Införlivat 1 januari 1944[3]

### Från 1950
- Mariefreds stad
- Strängnäs stad

Selebo härad:
- Aspö landskommun
- Kärnbo landskommun
- Taxinge landskommun
- Toresunds landskommun
- Ytterenhörna landskommun
- Ytterselö landskommun
- Överenhörna landskommun
- Överselö landskommun

Åkers härad:
- Länna landskommun
- Åkers landskommun

### Från 1 januari 1952
- Enhörna landskommun
- Mariefreds stad
- Stallarholmens landskommun
- Strängnäs stad
- Tosterö landskommun
- Vårfruberga landskommun
- Åkers landskommun